# Hans-Jürgen Greil
Hans-Jürgen Greil – niemiecki kolarz torowy reprezentujący RFN, dwukrotny medalista mistrzostw świata.

## Kariera
Największym sukcesem w karierze Hans-Jürgen Greil było zdobycie wspólnie z Frankiem Weberem złotego medalu w wyścigu tandemów podczas mistrzostw świata w Barcelonie w 1984 roku. Ponadto razem z Uwe Buchtmannem Greil zdobył w tej samej konkurencji srebrny medal na rozgrywanych cztery lata później mistrzostwach świata w Gandawie. Reprezentanci RFN ulegli tam jedynie francuskiej parze Fabrice Colas i Frédéric Magné. Ponadto Greil wielokrotnie zdobywał medale torowych mistrzostw kraju, w tym osiem złotych. Nigdy jednak nie brał udziału w igrzyskach olimpijskich.